# Zacharovce
Zacharovce (hongrois : Zeherje) est un village de Slovaquie situé dans la région de Banská Bystrica.

## Histoire
La première mention écrite du village date de 1320.
La localité fut annexée par la Hongrie après le premier arbitrage de Vienne le 2 novembre 1938. En 1938, on comptait 409 habitants dont 3 d'origine juive. Elle faisait partie du district de Rimavská Sobota (hongrois : Rimaszombati járás). Le nom de la localité avant la Seconde Guerre mondiale était Zacharovce/Zeherje. Durant la période 1938 - 1945, le nom hongrois Zeherje était d'usage. À la libération, la commune a été réintégrée dans la Tchécoslovaquie reconstituée.

## Démographie

### Évolution de la population
| Année:               | 1994. | 2004.   | 2014.   | 2024.   |
| -------------------- | ----- | ------- | ------- | ------- |
| Nombre de personnes: | 371   | 403     | 401     | 382     |
| Différence:          |       | +8,62 % | -0,49 % | -4,73 % |

| Année:               | 2023. | 2024.   |
| -------------------- | ----- | ------- |
| Nombre de personnes: | 386   | 382     |
| Différence:          |       | -1,03 % |